# Кирнешть (Румунія)
Кирнешть, Кирнешті (рум. Cârnești) — село у повіті Хунедоара в Румунії. Входить до складу комуни Тотешть.
Село розташоване на відстані 282 км на північний захід від Бухареста, 36 км на південь від Деви, 147 км на південний захід від Клуж-Напоки, 129 км на схід від Тімішоари.

## Населення
За даними перепису населення 2002 року у селі проживали 483 особи. Усі жителі села рідною мовою назвали румунську.
Національний склад населення села:
| Національність | Кількість осіб | Відсоток |
| -------------- | -------------- | -------- |
| румуни         | 475            | 98,3%    |
| українці       | 7              | 1,4%     |